# Хазовський
Пам'ятка природи «Хазовський» (рос. Памятник природы «Хазовский») — зоологічна пам'ятка природи регіонального значення на території Астраханської області Південного федерального округу Російської Федерації.

## Географія
Пам'ятка природи розташована на території Каралатської сільради Камизяцького району Астраханської області. Займає південну частину острова Хазовського, який знаходиться у центральній авандельті Волги між Бардинським та Тішковським рибохідними каналами.

## Історія
Резерват був утворений 15 квітня 1983 з метою охорони та збереження місця гніздування навколоводних птахів. На моменту заснування це було найцінніше місце гніздування веслоногих та голінастих птахів у центральній частині дельти Волги.

## Біоценоз
У пам'ятці природи охороняються колонії рідкісних птахів. Тут знаходяться місця гніздування косара (ковпиця) та коровайки, занесені до Червоної книги Росії. Окрім цього тут гніздяться також чапля велика біла та чапля мала біла, чапля жовта (занесена до Червоної книги Астраханської області), чапля сіра, квак (кваква) та баклан великий. Станом на 1999 рік орнітологами було визначено кількість птахів: 5000 пар баклана великого, 300 пар чаплі великої білої, 30 пар чаплі малої білої, 200 пар чаплі сірої, по 15 пар чаплі жовтої та квака, 40 пар коровайки, 20-30 пар баклана малого. Колонії птахів доступні, відкриті з боку моря. Гнізда розташовуються по впалим деревам та заростям очерету, які займають 60-70% площі.

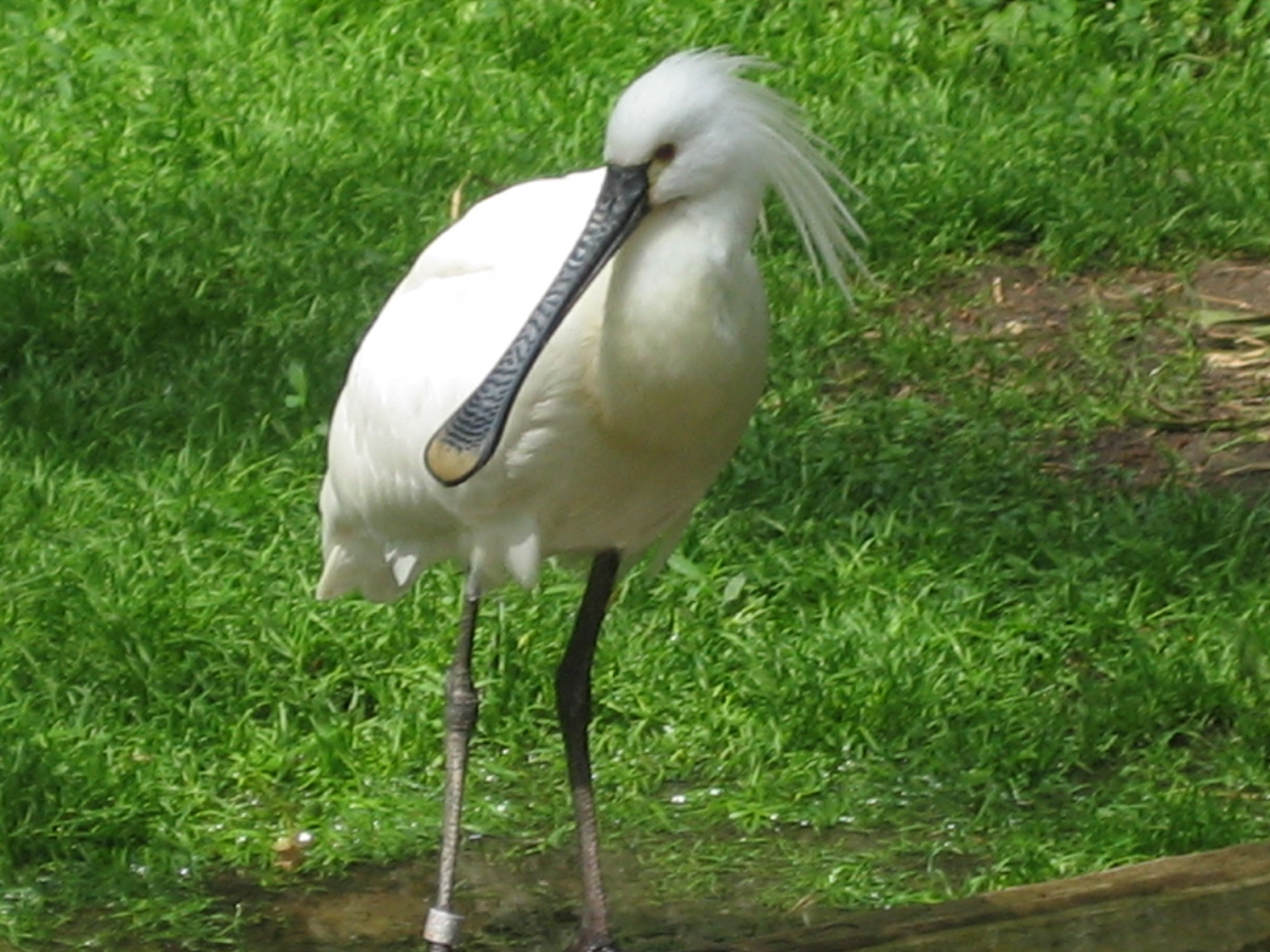
Косар (ковпиця)
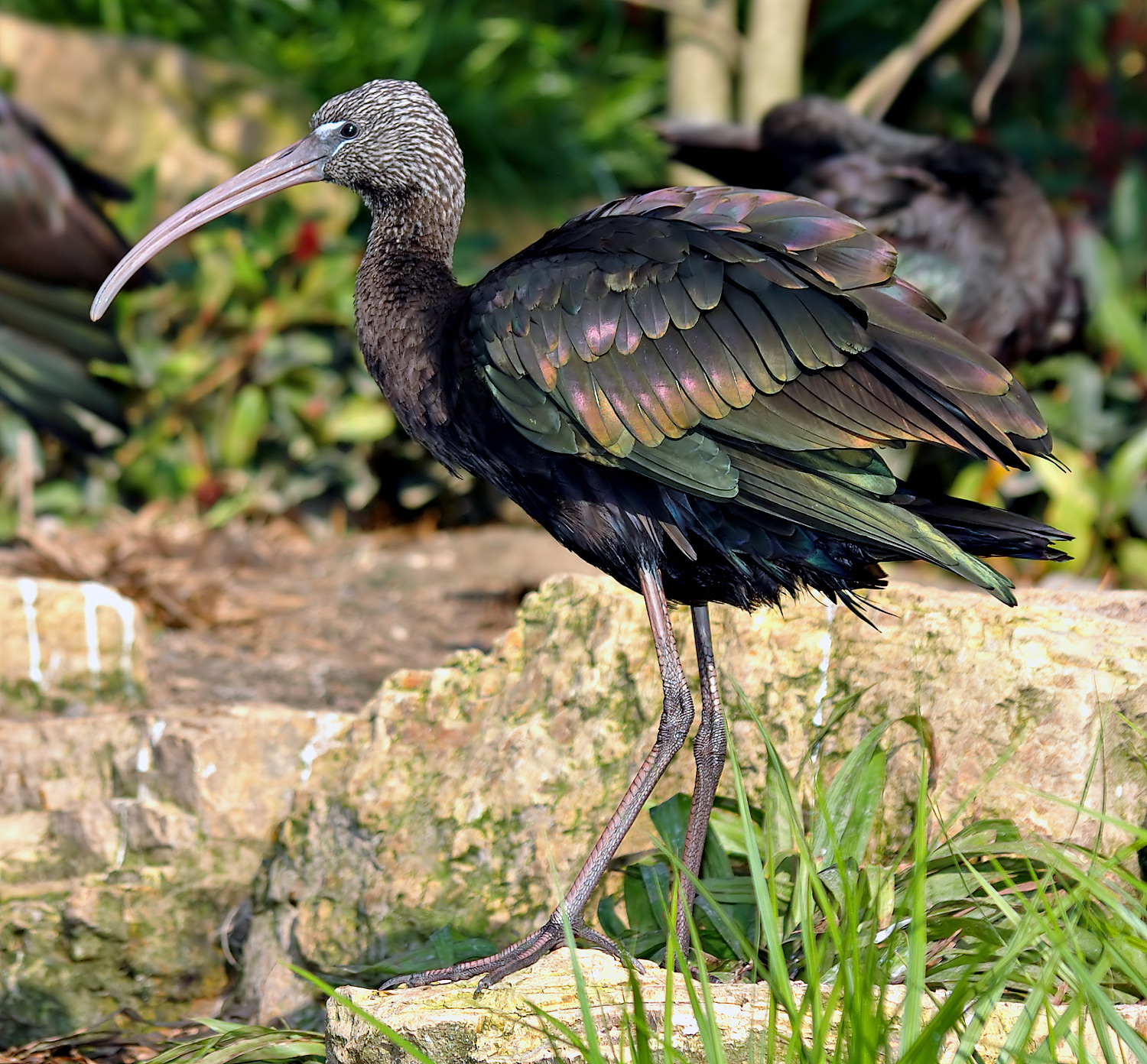
Коровайка
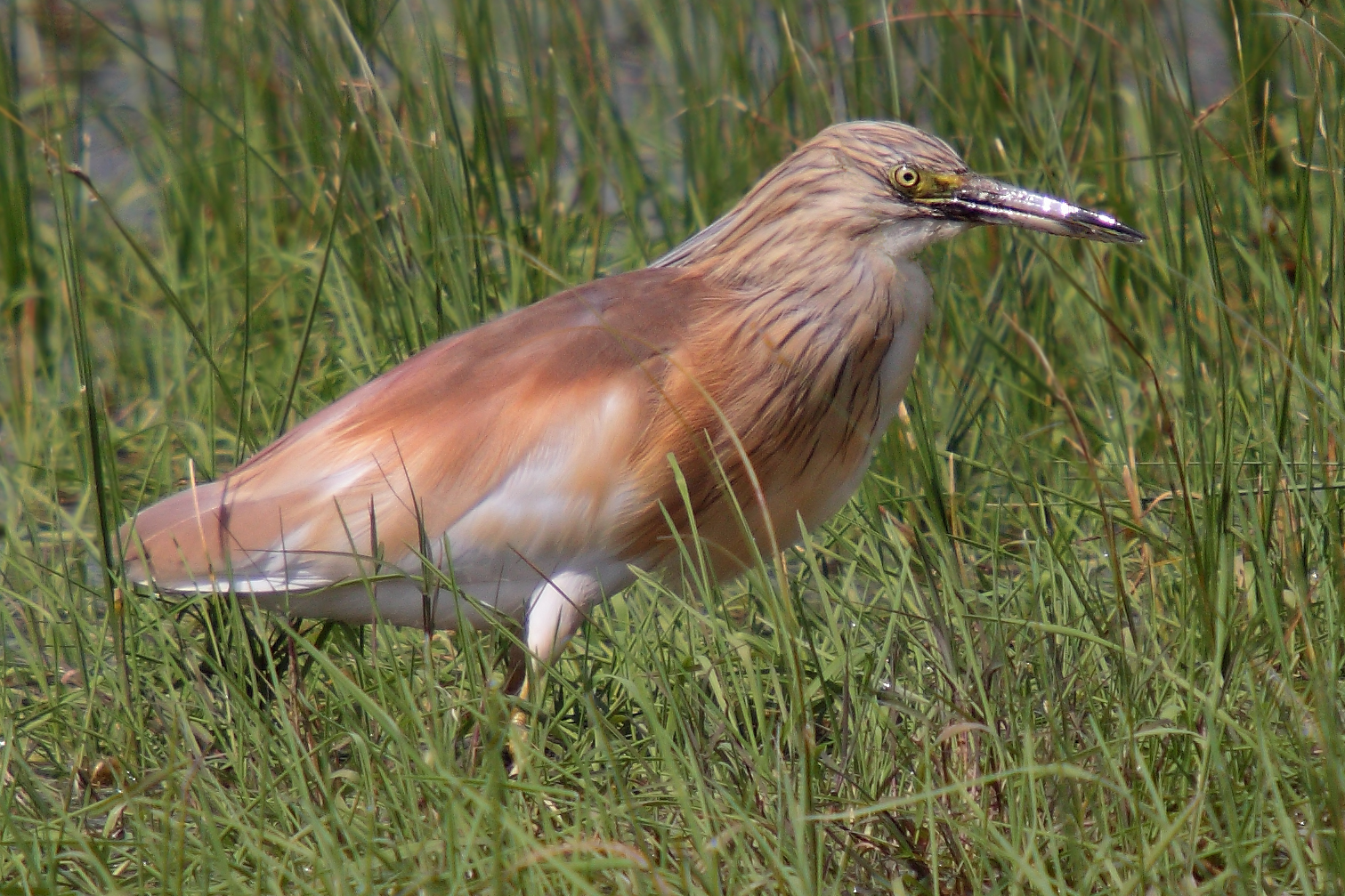
Чапля жовта
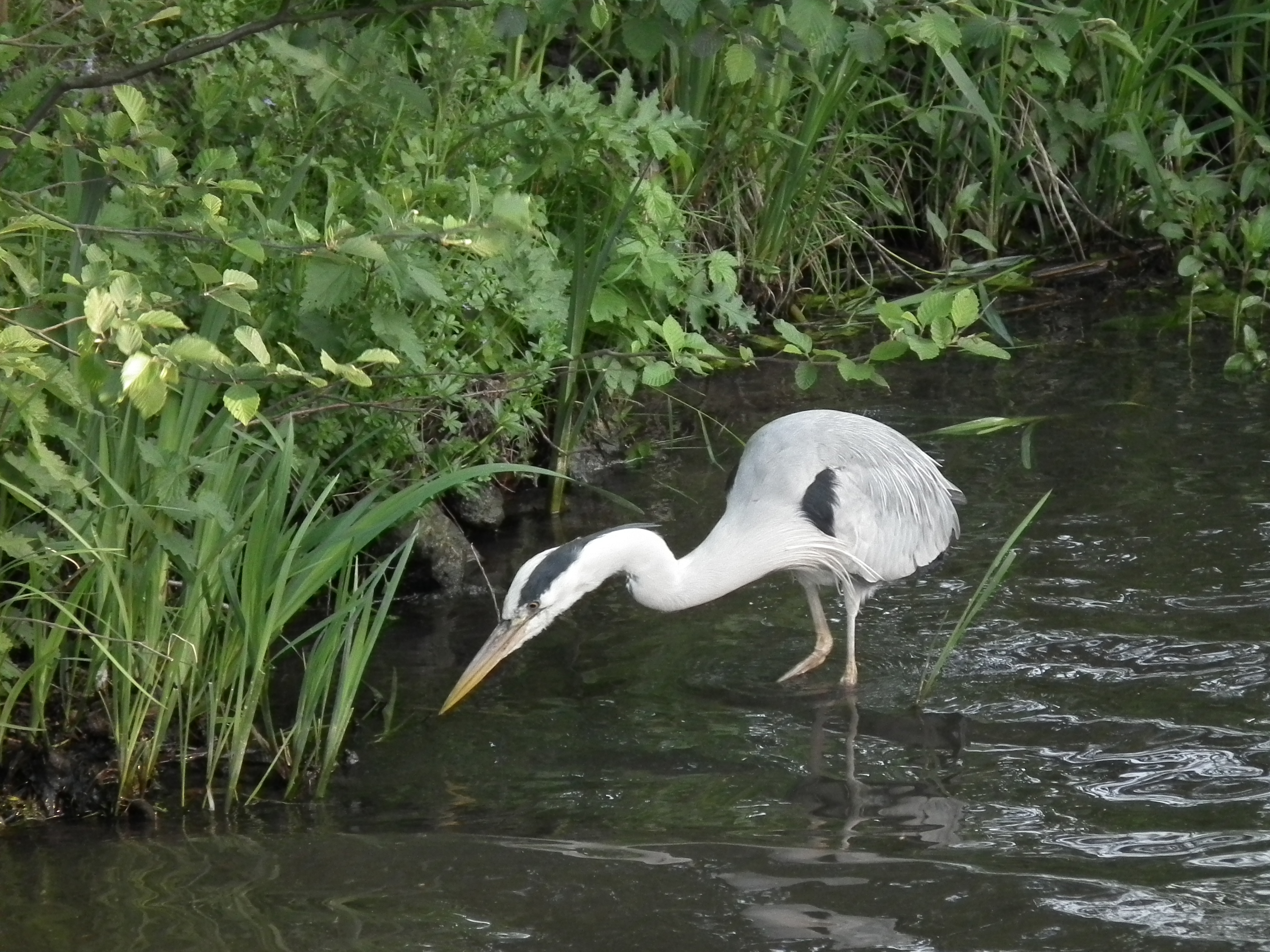
Чапля сіра